# Carl Johanson
Carl Johanson (geb. 1976 in Schweden) ist ein schwedischer Autor und Illustrator. Bekannt wurde er durch das Bilderbuch Carls bil lexikon (englisch: All kinds of Cars, deutsch: Carls unglaubliches Auto-Lexikon).

## Leben
Carl Johanson wurde an der schwedischen Westküste nördlich von Göteborg geboren. Nach dem Schulabschluss besuchte er das Central Saint Martins College of Art and Design und studierte dann Grafikdesign und Illustration an der Konstfack in Stockholm. Er lebt heute in der Bretagne. Die Originalausgaben seiner Bilderbücher erscheinen seit 2015 im schwedischen Verlag Rabén & Sjögren.  Seine Bilderbücher Carls bil lexikon und  Carls flyg lexikon wurden in mehrere europäische Sprachen übersetzt, die deutschen Übersetzungen erschienen beim Aladin Verlag, der seit 2019 ein Imprint des Thienemann-Esslinger Verlages ist.

## Bücher
- Carls bil lexikon, Rabén & Sjögren, Stockholm, 2015, ISBN 978-91-29-69561-8[4]
  - deutsch: Carls unglaubliches Auto Lexikon. Aladin Verlag, Hamburg 2017, ISBN 978-3-8489-1022-9
- Emma stannar hemma, Rabén & Sjögren, Stockholm, 2016, ISBN 978-91-29-70018-3[5]
- Carls flyg lexikon, Rabén & Sjögren, Stockholm, 2017, ISBN 978-91-29-70334-4[6]
  - deutsch: Carls unglaubliches Flug-Lexikon. Aladin Verlag, Stuttgart 2019, ISBN 978-3-8489-0150-0, übersetzt von Ole Könnecke
- Staden, Rabén & Sjögren, Stockholm, 2019, ISBN 978-91-29-71278-0
- Brandkåren, Rabén & Sjögren, Stockholm, 2019, ISBN 978-91-29-71279-7
- Ambulansen, Rabén & Sjögren, Stockholm, 2019, ISBN 978-91-29-71280-3
- Maskinerna, Rabén & Sjögren, Stockholm, 2019, ISBN 978-91-29-71281-0
- Obi säger godnatt Rabén & Sjögren, Stockholm, 2020, ISBN 978-91-29-72872-9
- Obi badar Rabén & Sjögren, Stockholm, 2021, ISBN 978-91-29-73211-5[7]
- Obi är hungrig, Rabén & Sjögren, Stockholm, 2022, ISBN 978-91-29-72442-4
- Obi vaknar, Rabén & Sjögren, Stockholm, 2022, ISBN 978-91-29-72297-0[8]